# Bory Niemodlińskie
Bory Niemodlińskie este o arie protejată (sit de importanță comunitară — SCI) din Polonia întinsă pe o suprafață de 4.888,54 ha, integral pe uscat.

## Localizare
Centrul sitului Bory Niemodlińskie este situat la coordonatele 50°35′25″N 17°40′36″E / 50.5903°N 17.6768°E.

## Înființare
Situl Bory Niemodlińskie a fost declarat sit de importanță comunitară în octombrie 2009 pentru a proteja 9 specii de animale.

## Biodiversitate
Situată în ecoregiunea continentală, aria protejată conține 8 habitate naturale: Mlaștini oligotrofe degradate, capabile încă de regenerare naturală, Mlaștini turboase de tranziție și turbării mișcătoare, Depresiuni pe substraturi de turbă de Rhynchosporion, Păduri de fag Luzulo-Fagetum, Păduri de stejar și carpen Galio-Carpinetum, Păduri acidofile de stejar bătrân cu Quercus robur pe câmpii nisipoase, Mlaștini împădurite, Păduri aluvionare cu Alnus glutinosa și Fraxinus excelsior (Alno-Padion, Alnion incanae, Salicion albae).
La baza desemnării sitului se află mai multe specii protejate:
- amfibieni (2): buhai de baltă cu burta roșie (Bombina bombina), triton cu creastă (Triturus cristatus)
- mamifere (3): liliac cârn (Barbastella barbastellus), vidră de râu (Lutra lutra), liliac comun (Myotis myotis)
- nevertebrate (2): Phengaris nausithous, Phengaris teleius
- pești (1): zvârluga (Cobitis taenia)
- reptile (1): țestoasa de baltă (Emys orbicularis)